# Le Berceau de cristal (album)
Albums de Ash Ra Tempel
Inventions for Electric Guitar (en)
(1974) New Age of Earth (en)
(1976)
Le Berceau de cristal est le septième album studio du groupe allemand Ash Ra Tempel. Il a été enregistré en 1975 pour le film Le Berceau de cristal de Philippe Garrel avec Nico et Anita Pallenberg. La piste de titre a été enregistrée sur scène le 7 août 1975 pendant un concert de Ash Ra Tempel avec le groupe  Can.

## Pistes
1. Le Berceau de cristal (14:18)
2. L'Hiver doux (12:53)
3. Silence sauvage (5:54)
4. Le Sourire volé (6:07)
5. Deux enfants sous la lune (6:38)
6. Le Songe d'or (4:27)
7. Le Diable dans la maison (2:57)
8. …et les fantômes rêvent aussi (7:08)

## Compositeurs et interprètes
- Manuel Göttsching - guitare électrique, électronique, orgue Farfisa
- Lutz Ulbrich - guitare électrique, guitare acoustique, synthétiseur

## Crédits de traduction
- (ro) Cet article est partiellement ou en totalité issu de l’article de Wikipédia en roumain intitulé « Le Berceau de Cristal » (voir la liste des auteurs).